# 爱丁堡
爱丁堡（英語：Edinburgh，i/ˈɛdɪnbərə/），是苏格兰的首都，也是繼格拉斯哥后苏格兰的第二大城市，位于苏格兰东海岸福斯湾南岸。2020年全市人口為506,520。
自15世紀以來愛丁堡就被當做蘇格蘭首都，但在1603年和1707年政治力量多次南移到倫敦，直至1999年蘇格蘭議會的自治權利才得以確立。蘇格蘭國家博物館、蘇格蘭國家圖書館和蘇格蘭國家畫廊等重要文化機構也位於愛丁堡。在經濟上，現在的愛丁堡主要依靠金融業，是倫敦以外英國最大的金融中心。
愛丁堡有著悠久的歷史，許多歷史建築亦完好保存下來。愛丁堡城堡、荷里路德宮、聖吉爾斯大教堂等名勝都位於此地。愛丁堡的舊城和新城一起被聯合國教科文組織列為世界遺產。2004年愛丁堡成為世界第一座文學之城。愛丁堡的教育也很發達，英國最古老的大學之一愛丁堡大學就坐落於此，為一所歷史超過四百年的世界頂尖名校。再加上愛丁堡國際藝術節等文化活動，愛丁堡成為了英國僅次於倫敦的第二大旅遊城市。

## 語源學
“Edin”（愛丁）一詞很可能來自最早期當地居民所說的布立吞語或者是布立吞語的變體，這些居民出現在鐵器時代，羅馬人叫他們“Votadini”，即後來的高多汀。“Edin”可能即是来自高多汀人的古威爾士語史詩《高多汀》中提到的一個叫做“Eidyn”的地方。
詩體名“Din Eidyn”是一個位於高多汀人領地內的山丘堡壘。而“Din Eidyn”到現在的“Edinburgh”反映了當地語言從布立吞語到古英語的轉變。盎格魯王國伯尼西亞在7世紀中期滲透到這裡，他們所說的日耳曼語是現代低地蘇格蘭語的祖先。最早提及愛丁堡為一個“堡”的是約1124年至1127年大衛一世發佈的一道皇家憲章，當時大衛一世將愛丁堡的土地使用權授予了鄧弗姆林修道院。

## 歷史

### 早期歷史

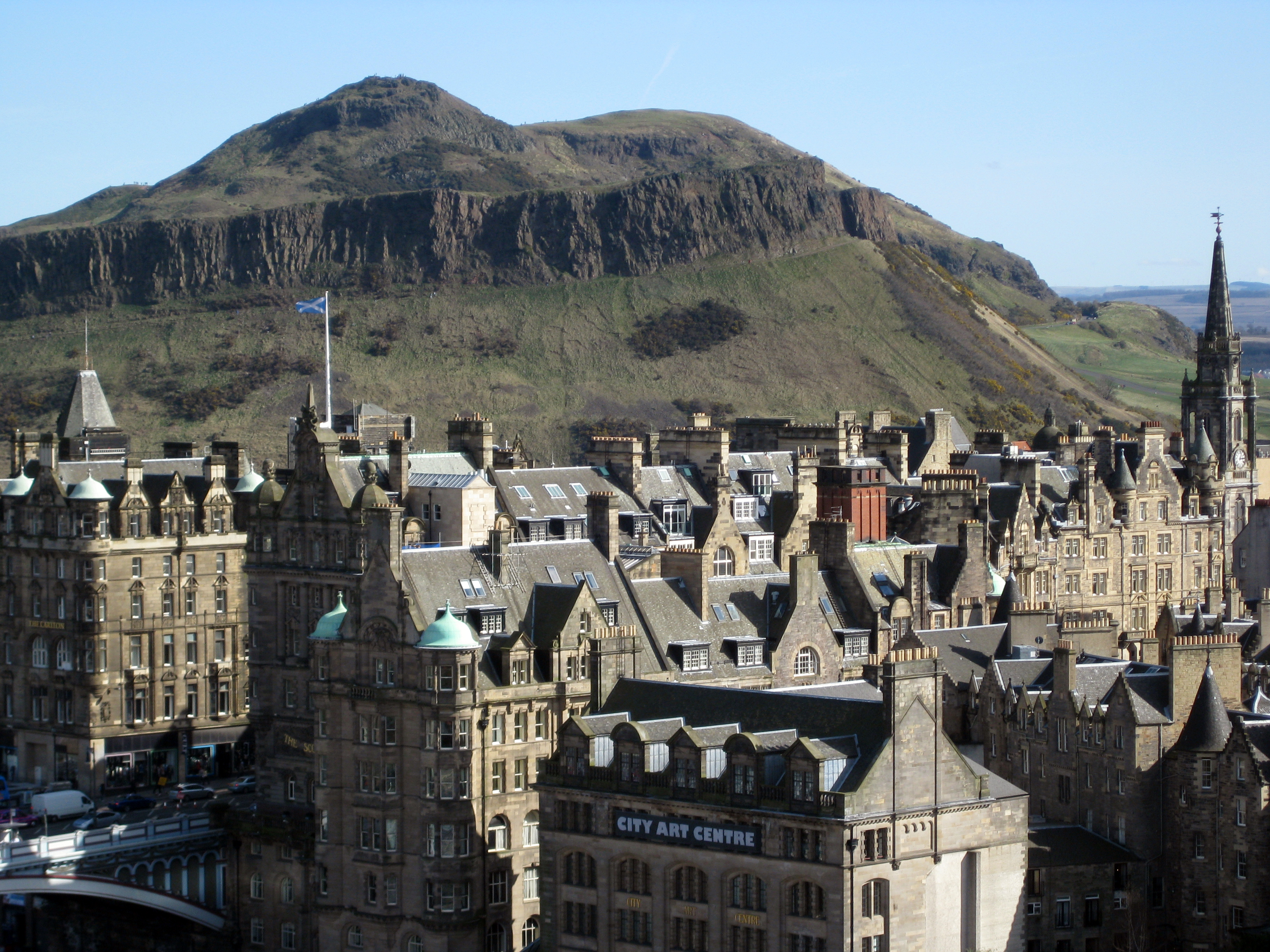
亞瑟王座是該地區已知最早的人類聚居地之一

愛丁堡最早的人類聚居證據見於郊區克拉蒙德的一個中石器時代營地，其歷史可以追溯到公元前8500年左右。後來的青銅時代和鐵器時代遺址發現於城堡岩、克雷格洛克哈特山（Craiglockhart Hill）和彭特蘭山（Pentland Hills）.
羅馬人在公元1世紀末抵達羅錫安地區，他們在此地發現一支凱爾特布立吞人部落，他們將這個部落命名為Votadini。公元7世紀前的某一時期，疑似為Votadini後裔的高多汀人在現在愛丁堡附近建立一座山丘堡壘，即“Din Eidyn”或“Etin”，不過現在其具體地址已經無法考證。
公元638年，高多汀人的堡壘被諾森布里亞国王奥斯瓦尔德的部隊包圍，也是在同時期，盎格魯人獲得羅錫安的控制權。盎格魯人的影響力持續三個世紀，直到到蘇格蘭君主英多爾夫王統治時期才衰竭。
大衛一世在12世紀早期在此建起一座皇家自治鎮（royal burgh）。法國歷史學家傅華薩認為在1365年左右這裡已經是蘇格蘭首府，詹姆斯三世在15世紀也曾說這裡是王國的主要城鎮。1544年愛丁堡遭到英格蘭人的劫掠，城市遭到巨大破壞，不過之後仍然得以緩慢恢復。到16世紀蘇格蘭改革時又成為地區中心。

### 17世紀

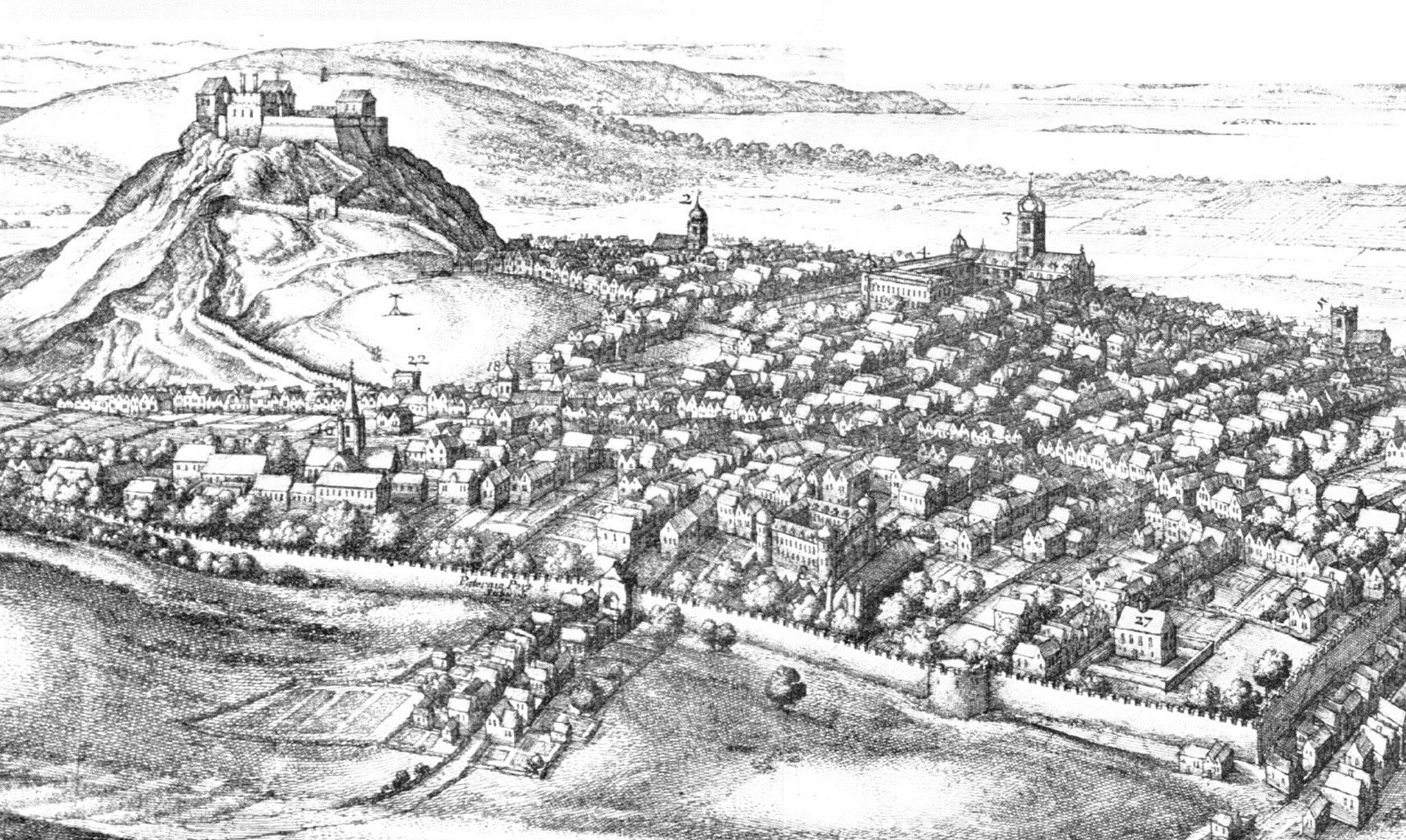
17世紀的愛丁堡

1603年，英女王伊麗莎白一世頒布1603年聯合法令，蘇格蘭的詹姆斯六世繼任英格蘭王位，蘇格蘭王國、英格蘭王國、愛爾蘭王國亦於同年起成為共主邦聯。1638年，查理一世試圖在蘇格蘭引入聖公會，但遭到蘇格蘭長老會的抵制，三國之戰爆發。最終導致克倫威爾在1650年佔領愛丁堡。
17世紀，愛丁堡的發展仍然局限於愛丁堡城牆之內，為了滿足愈來愈多的居民的需求，城市建築逐年增高。11層以上的建築一度都十分常見。因此愛丁堡也被稱作是現代摩天大廈開發的先驅。不過這些老建築在維多利亞時代被大規模拆毀了。

### 18世紀
1706年和1707年，英格蘭和蘇格蘭議會通過合併法案，大不列顛王國形成。蘇格蘭議會和英格蘭議會也合併形成坐落於倫敦的大不列顛議會，許多蘇格蘭人都對此表示不滿，最終導致愛丁堡發生多起暴動。
18世紀前半期，雖然作為銀行業中心愛丁堡經濟實力愈來愈強，但也相應產生了嚴重的人口過多、衛生條件惡化等問題。

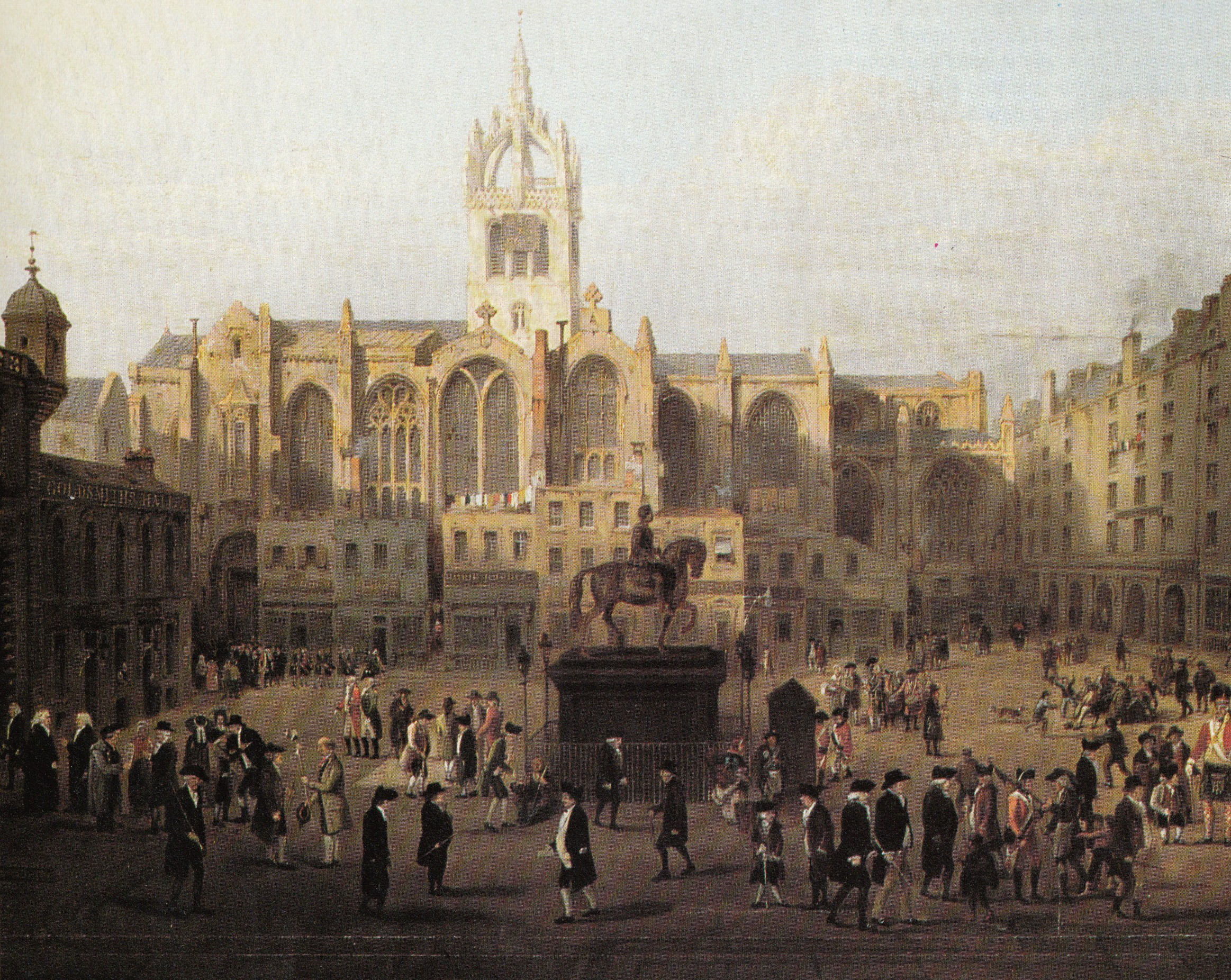
一幅關於18世紀晚期愛丁堡的油畫，背景是聖吉爾斯大教堂

在1745年詹姆士党叛乱期間，愛丁堡曾在詹姆士黨人進軍英格蘭前被其短暫佔據。在詹姆士黨人於卡洛登战役中被擊敗後，愛丁堡的蘇格蘭貴族遭到報復。這一時期的愛丁堡市政廳熱衷於模仿倫敦進行城市改造計劃，并通過命名愛丁堡新城的街道來顯示其對漢諾威王朝君主喬治三世的忠心，例如喬治街、玫瑰街、漢諾威街等等都是在這一時期命名的。
本世紀後半葉，愛丁堡成為蘇格蘭啟蒙運動的中心，大衛·休謨、亞當·斯密、詹姆斯·赫頓和約瑟夫·布萊克都曾在活躍於此。加上新建了許多古典主義建築，愛丁堡獲得了“北方雅典”的美譽。在18世紀托比亚斯·斯摩莱特的小說《汉弗莱·克林克历险记》中，愛丁堡被稱為“天才的溫床”（hotbed of genius）。
1770年代之後，中產階級開始遷出愛丁堡舊城，並搬進了新城的獨棟建築中。

### 19和20世紀

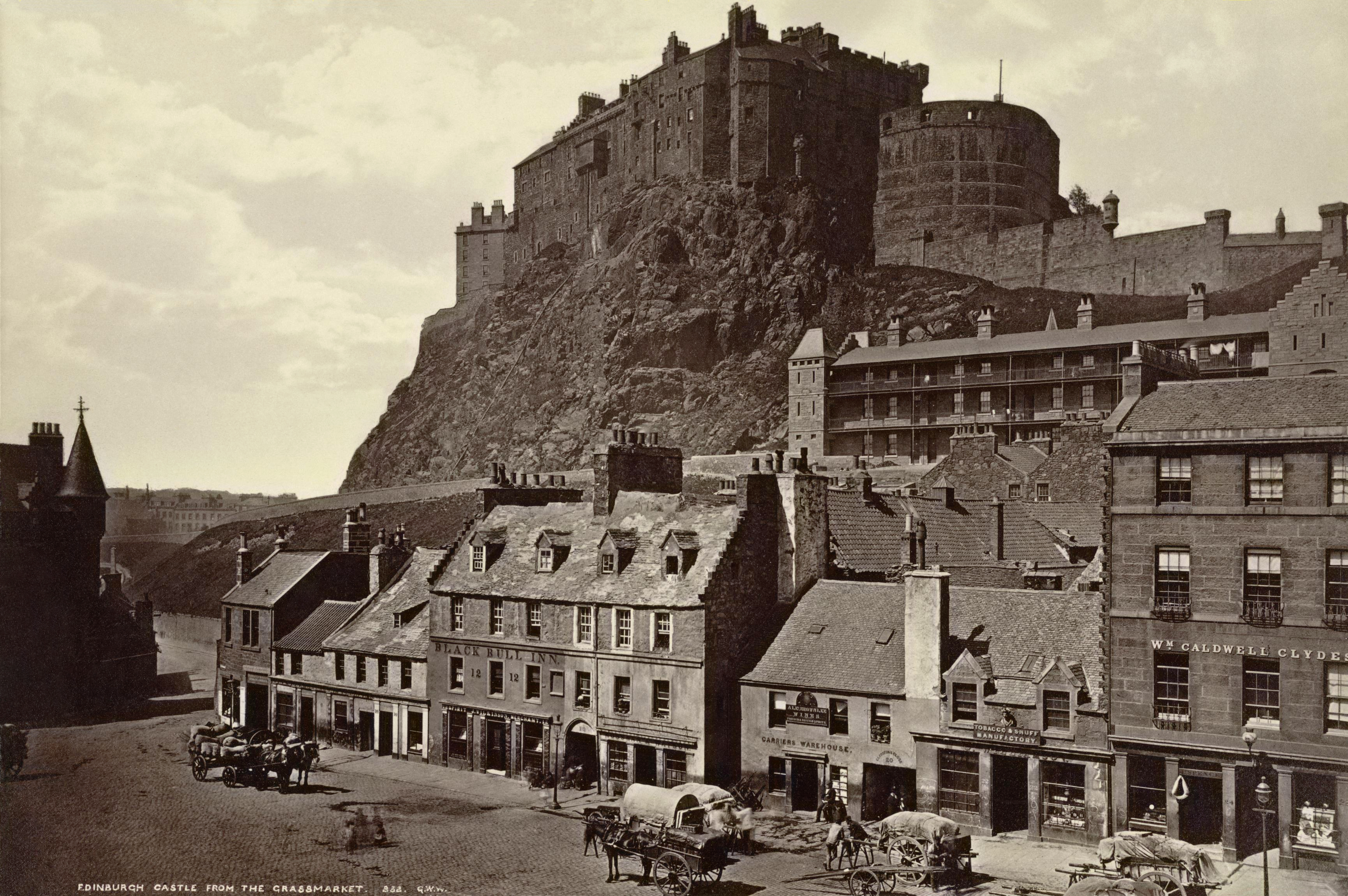
從格拉斯廣場看向愛丁堡城堡，1865年攝

雖然愛丁堡的印刷、釀酒業等產業在19世紀還在不斷發展，但其他工業相交其他英國城市來說卻十分薄弱。1821年，格拉斯哥取代愛丁堡成為蘇格蘭最大城市。1840年代通鐵路後，以王子街和喬治街為中心的地區成為主要商業區，而舊城愈見破敗，貧民窟雲集，犯罪率居高不下。市長威廉·錢伯斯在1860年代開始改造舊城區，今天這裡的維多利亞式建築就是在這一時期建造起來的。帕特里克·格迪斯在20世紀早期對舊城繼續進行改造，但是直到1960年代和70年代進行大規模貧民窟清理為止，舊城依然顯得破敗不已。喬治廣場附近愛丁堡大學大樓的建造極具爭議。
1990年代之後，包括愛丁堡國際會議中心在內的新“金融區”開始興盛，使得衰敗的釀酒業等徹底消失。不過這些經濟改革令愛丁堡保住了其國內第二大經濟中心的地位。現在該市三分之一的商務辦公會所都屬於金融機構。市中心以西4英里（6.4）、面積38英畝（15公頃）的科技園愛丁堡公園的建造也是愛丁堡的主要經濟復興措施之一。
1998年蘇格蘭法案在次年實施，均位於愛丁堡的蘇格蘭議會和蘇格蘭行政院合併。

## 地理
愛丁堡位於福斯灣南岸、蘇格蘭的中央運輸帶中。位於利斯的海岸線西南21⁄2英里（4.0）、鄧巴東部26英里（42）處。早期的愛丁堡位於城堡岩附近，而現代的愛丁堡常被認為是像羅馬七座山丘那樣，建在七座山丘，即卡爾頓山、Corstorphine Hill、Craiglockhart Hill、Braid Hill、布萊克福德山、亞瑟王座和城堡岩之上。
地理學上，愛丁堡處於北部的福斯灣和南部的彭特蘭山之間的窄隙間，此地地形是由早期火山運動和後來的冰川運動形成的。火成活動發生在4至3.5億年前，加上斷層的影響，形成了堅硬玄武岩火山頸。這些玄武岩構成了城堡岩所在的鼻尾丘，這座山丘北部由於冰川侵蝕形成深谷，即是現在已經乾枯的湖Nor Loch的所在地，城堡岩南部亦有溝壑，從而形成天然要塞，後來人們據此建立了愛丁堡城堡。而索尔兹伯里峭壁和亞瑟王座所在的鼻尾丘歷史也可追溯到石炭紀的西向東的冰川作用。市中心南部的Marchmont和Bruntsfield等地則是建造在冰川堆積形成的鼓丘上。

愛丁堡全

利斯河灌溉著愛丁堡的土地，這條河流經愛丁堡西部和南部，最終匯入福斯灣。這條河最接近市中心的地方位於新城區西北部的Dean Village，此地有托馬斯·特爾福德1832年設計的Dean Bridge。沿著利斯河修有利斯河步道，全長19.6（12.2英里）。
除去福斯灣的海岸線以外，愛丁堡還被一條1957年設計的、從西部的Dalmeny延伸到東部的Prestongrange的綠帶環繞。這條綠帶寬達3.2（2.0英里），其主要目的是限制城市擴張。所有涉關綠帶的城市擴張計劃都受到嚴格限制，綠帶中僅有愛丁堡機場、皇家高地展覽會場和一些郊區村莊。

### 城区
爱丁堡的市区被“王子街公园”绿地分隔为两部分，南部是老城，建于1329年，城堡山上的爱丁堡城堡最早建于6世纪，但目前存在的最早建筑是城堡内11世纪建造的小教堂；北部是1767年市议会批准开始建造的新城。王子街公园是1816年由沼泽地改造的，此地最早原是湖Nor Loch。
前寒武纪时，火山喷发，造成玄武岩地壳，第四纪时的冰川将表面沉积层扫荡一空，裸露出坚硬的玄武岩石，城堡山因此成为一个天然的屏障，从古以来，这里就是要塞，公元6世纪时曾有一首古诗描述勇士们在“爱丁的大厅”中欢宴的情景。
1700年時老城有8萬人口，但現在只有4千人居住在老城，1436年愛丁堡成為蘇格蘭的首都，老城城牆是1513年建成的，1824年愛丁堡發生大火災，許多老建築被燒燬。2002年12月7日老城的「牛門俱樂部」又發生一起大火，大火燒燬了鄰近的愛丁堡大學信息學系和圖書館。
爱丁堡新城始建于18世纪，以便缓和当时日渐拥挤的旧城。新城在1765年到约1850年间分几个阶段来承建，城内还保留着许多18世纪带有新古典主義风格的建筑和城市布局。

卡尔顿山，斯图尔特纪念亭与爱丁堡夜景

### 氣候
和蘇格蘭大部分地區一樣，愛丁堡屬於溫和的溫帶海洋性氣候。冬季日間均溫很少在攝氏零度以下，比同緯度的莫斯科、紐芬蘭溫暖。夏季氣候溫和，均溫很少超過22 °C（72 °F）。其最高溫記錄為Turnhouse Airport1975年8月4日的31.4 °C（88.5 °F）。最低溫則是2010年12月Gogarbank附近的−14.6 °C（5.7 °F）。
雖然由於近海而氣候溫和，但是由於背靠山區而常常颳風，有“風城”之譽。北大西洋漂流帶來了雨水和霧，但是其降雨量並不如西邊的其他城市，如格拉斯哥等那樣多。年均降水量穩定。每年十月到次年五月間受歐洲風暴的影響。
| 愛丁堡              | 愛丁堡      | 愛丁堡       | 愛丁堡       | 愛丁堡      | 愛丁堡      | 愛丁堡      | 愛丁堡      | 愛丁堡      | 愛丁堡      | 愛丁堡      | 愛丁堡      | 愛丁堡       | 愛丁堡        |
| 月份                | 1月         | 2月          | 3月          | 4月         | 5月         | 6月         | 7月         | 8月         | 9月         | 10月        | 11月        | 12月         | 全年          |
| ------------------- | ----------- | ------------ | ------------ | ----------- | ----------- | ----------- | ----------- | ----------- | ----------- | ----------- | ----------- | ------------ | ------------- |
| 历史最高温 °C（°F） | 15.0 (59.0) | 15.2 (59.4)  | 20.0 (68.0)  | 22.8 (73.0) | 29.0 (84.2) | 27.8 (82.0) | 30.0 (86.0) | 31.4 (88.5) | 26.7 (80.1) | 24.4 (75.9) | 17.3 (63.1) | 15.4 (59.7)  | 31.4 (88.5)   |
| 平均高温 °C（°F）   | 7.0 (44.6)  | 7.5 (45.5)   | 9.5 (49.1)   | 11.8 (53.2) | 14.7 (58.5) | 17.2 (63.0) | 19.1 (66.4) | 18.9 (66.0) | 16.5 (61.7) | 13.1 (55.6) | 9.6 (49.3)  | 7.0 (44.6)   | 12.7 (54.8)   |
| 平均低温 °C（°F）   | 1.4 (34.5)  | 1.5 (34.7)   | 2.8 (37.0)   | 4.3 (39.7)  | 6.8 (44.2)  | 9.7 (49.5)  | 11.5 (52.7) | 11.4 (52.5) | 9.4 (48.9)  | 6.5 (43.7)  | 3.7 (38.7)  | 1.3 (34.3)   | 5.9 (42.5)    |
| 历史最低温 °C（°F） | −15.5 (4.1) | −11.7 (10.9) | −11.1 (12.0) | −6.1 (21.0) | −2.4 (27.7) | 1.1 (34.0)  | 4.4 (39.9)  | 2.2 (36.0)  | −1.1 (30.0) | −3.7 (25.3) | −8.3 (17.1) | −11.5 (11.3) | −15.5 (4.1)   |
| 平均降水量 mm（）   | 67.5 (2.66) | 47.0 (1.85)  | 51.7 (2.04)  | 40.5 (1.59) | 48.9 (1.93) | 61.3 (2.41) | 65.0 (2.56) | 60.2 (2.37) | 63.7 (2.51) | 75.6 (2.98) | 62.1 (2.44) | 60.8 (2.39)  | 704.3 (27.73) |
| 平均降雨天数        | 12.5        | 9.4          | 9.9          | 8.8         | 9.6         | 9.6         | 9.5         | 9.7         | 10.2        | 12.4        | 11.2        | 11.4         | 124.2         |
| 月均日照時數        | 53.5        | 78.5         | 114.8        | 144.6       | 188.4       | 165.9       | 172.2       | 161.5       | 128.8       | 101.2       | 71.0        | 46.2         | 1,426.6       |
| 来源：Met Office    |             |              |              |             |             |             |             |             |             |             |             |              |               |

## 人口

### 現在
| 對比數據              | 對比數據 | 對比數據  | 對比數據 |
| --------------------- | -------- | --------- | -------- |
| 2011年英國人口普查    | 愛丁堡   | 蘇格蘭    |          |
| 總人口                | 476,626  | 5,295,000 |          |
| 2001–2011年間人口增長 | 6.2%     | 5.0%      |          |
| 白人                  | 91.7%    | 96.0%     |          |
| 亞洲人                | 5.5%     | 2.7%      |          |
| 黑人                  | 1.4%     | 0.8%      |          |
| 基督教徒              | 43.0%    | 54.0%     |          |
| 穆斯林                | 2.6%     | 1.4%      |          |

2011年英國人口普查時，愛丁堡總人口為476,626，比2001年增加了6.2%，使得其成為蘇格蘭僅次於格拉斯哥的大城市，也是英國第七大城市。2013年增加到487,500，都會區人口也達到817,800。
愛丁堡年輕人口所佔比例較大，全市19.5%的人口年齡在20歲以下，在蘇格蘭僅次於阿伯丁，另有15.2%在30歲以下，居於蘇格蘭之冠。2001年至2011年間英國出生人口比率由92%下降到84%，出生蘇格蘭者則由78%跌到70%。出生於英國的愛丁堡居民有335,000人（83%）出生在蘇格蘭，58,000（14%）出生於英格蘭。
與此相應的，出生於英國之外的居民比例由8%增加到15.9%。其中按人口排列依次為波蘭（13,000）、愛爾蘭（8,603）、中國（8,076）、印度（6,470）、巴基斯坦（5,858）、美國（3,700）、德國（3,500）、澳大利亞（2,100）、法國（2,000）、西班牙（2,000）等。在此之中47%都是歐洲裔，此數據居於全英首位。

### 過去
1592年的愛丁堡人口普查顯示全市共有8,003名成年人。在18和19世紀愛丁堡人口激增，自1751年時的49,000人增長到了1831年的136,000人，其中大多數都來自鄉村地區。隨著人口增長，舊城變得擁擠不堪，現在的皇家一英里和牛門地區更是充斥了擁擠的單間式公寓。加上衛生沒有保障，導致疾病、瘟疫滋生，1832年、1848年和1866年爆發霍亂。
而新城自1767年之後接納了許多從舊城搬出來的中上層階級，他們在這裡建造了高質量低密度的居民區。而舊城在19世紀還加速繼續往南擴張，終於在維多利亞時代形成了紐頓等許多周邊小城。
20世紀的人口增長伴隨著低密度郊區擴張一同進行，隨著愛丁堡城區向西部和南部擴大，帶有花園的獨立和半獨立別墅取代了大量的單間公寓。不過2002年人口普查顯示，愛丁堡依舊有超過55%的人口居住在單間公寓中，這與蘇格蘭本地其他城市基本相同，但是遠高於其他英國城市。

## 經濟

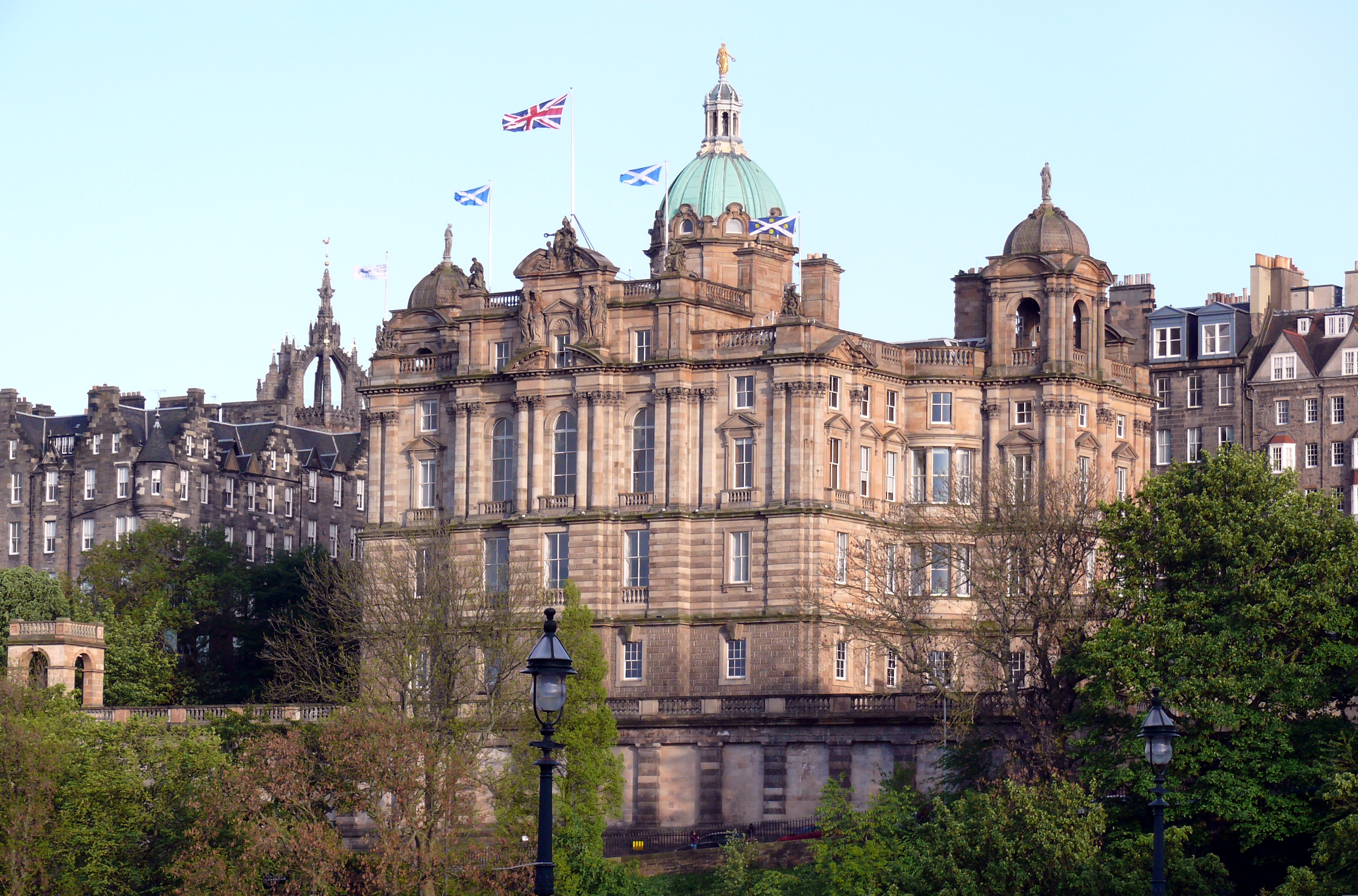
蘇格蘭銀行總部

愛丁堡的經濟十分強健，擁有全英最高的、高達43%的專業人才（擁有學位和專業證書的員工）比率。其員工平均總增加值在英國僅次於倫敦，2010年達到£57,594。
愛丁堡在過去三百年中一直是蘇格蘭的經濟中心之一，其釀酒、銀行、保險、印刷和出版業在19世紀十分發達，而現在主要依靠金融機構、科學研究、高等教育和旅遊業。蘇格蘭銀行由蘇格蘭議會創立於1695年，總部位於愛丁堡，2009年成為勞埃德銀行集團的子公司，是英國現存第二古老的銀行。加上蘇格蘭寡婦和標準人壽等金融保險公司，使得愛丁堡成為英國僅次於倫敦的金融中心。2005年10月，蘇格蘭皇家銀行在愛丁堡郊區開設了一家新的全球總部。此外，樂購銀行、維珍理財的總部也在愛丁堡。

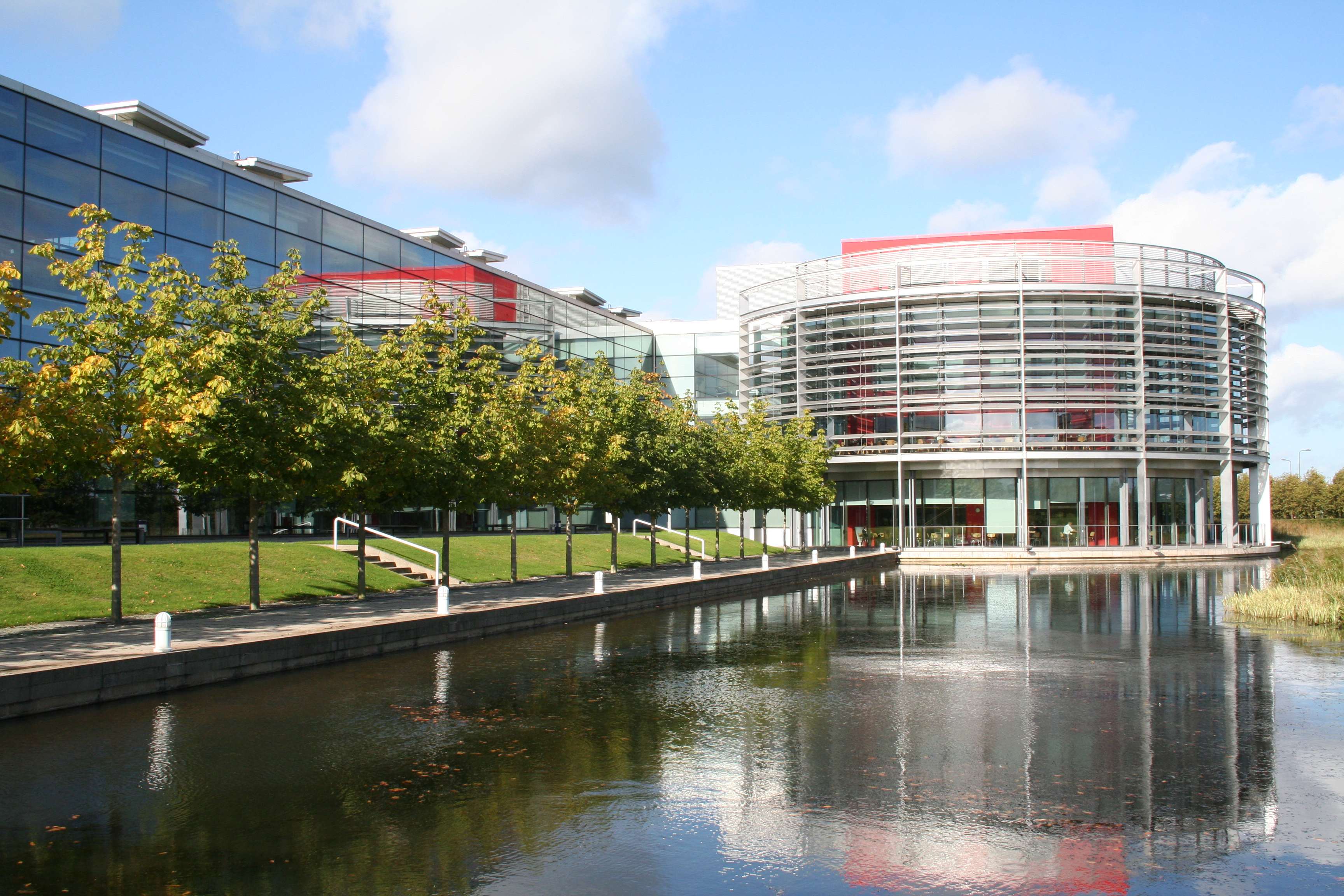
愛丁堡公園

作為愛丁堡的支柱產業，旅遊業對該市的經濟發展也起著不可忽視的作用。因為愛丁堡有愛丁堡城堡、荷里路德宮等等諸多名勝。每年愛丁堡國際藝術節舉辦之時更是遊客倍增。再加上它是蘇格蘭首府，許多政府部門都位於愛丁堡，因此政府部門在愛丁堡經濟中的影響力也相當重大。

## 交通

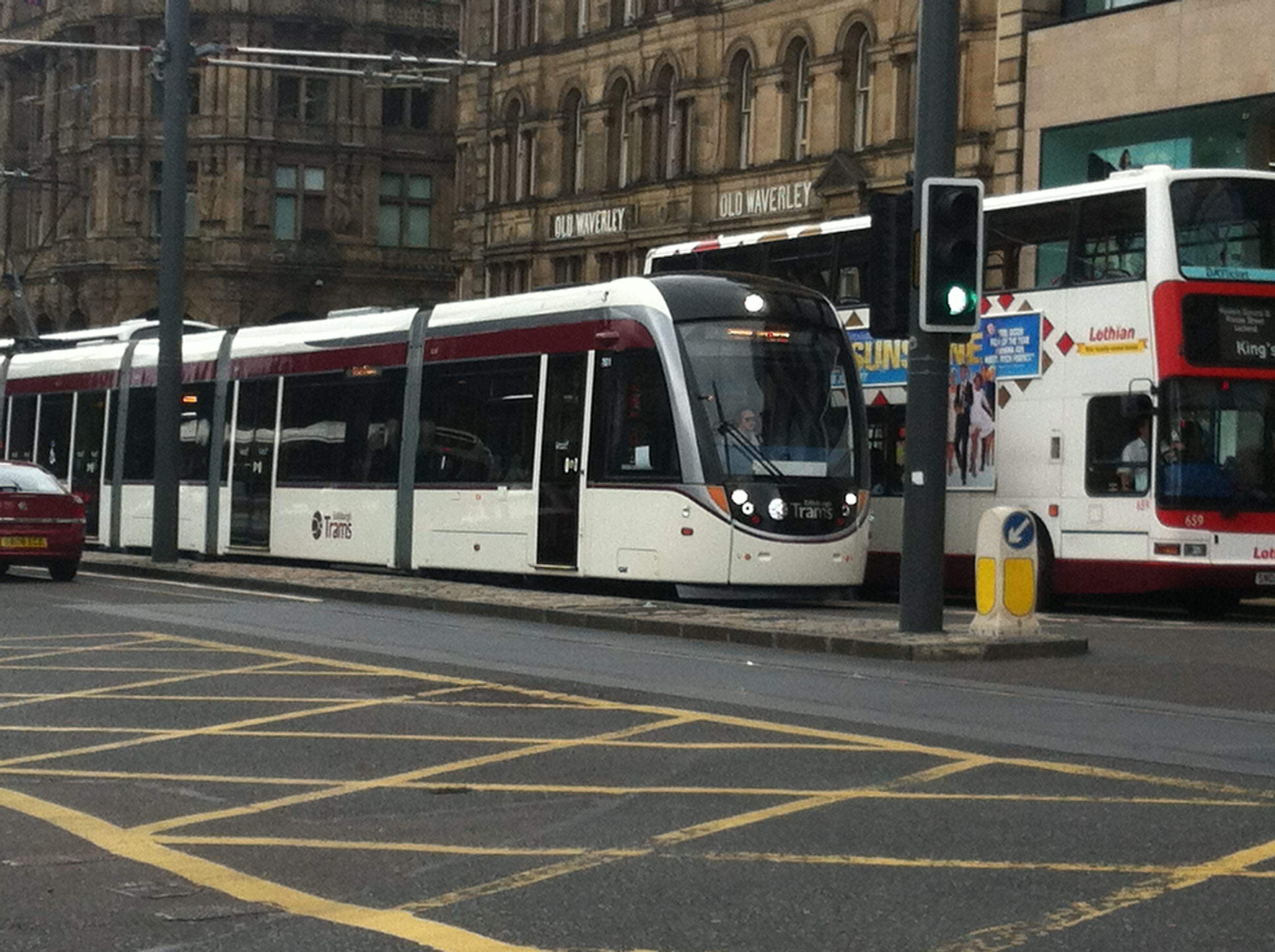
王子街上的洛錫安巴士和有軌電車

愛丁堡機場是蘇格蘭最大最繁忙的機場，是通往爱丁堡的主要国际门户，有爱丁堡电车连接市区。該機場在2011年由經營者BAA提出擴建計劃，但機場在2012年被賣給了全球基礎建設合夥公司。
愛丁堡內的交通工具主要是巴士，主要由洛錫安巴士（Lothian Buses）提供這座城市及周邊地區的交通服務，大多數線路都要經過王子街（Princes Street）。除去普通公交外，洛錫安巴士也運營著該市的旅遊巴士、夜間巴士和機場巴士。2010年，該公司為1.09億位旅客提供了服務,。

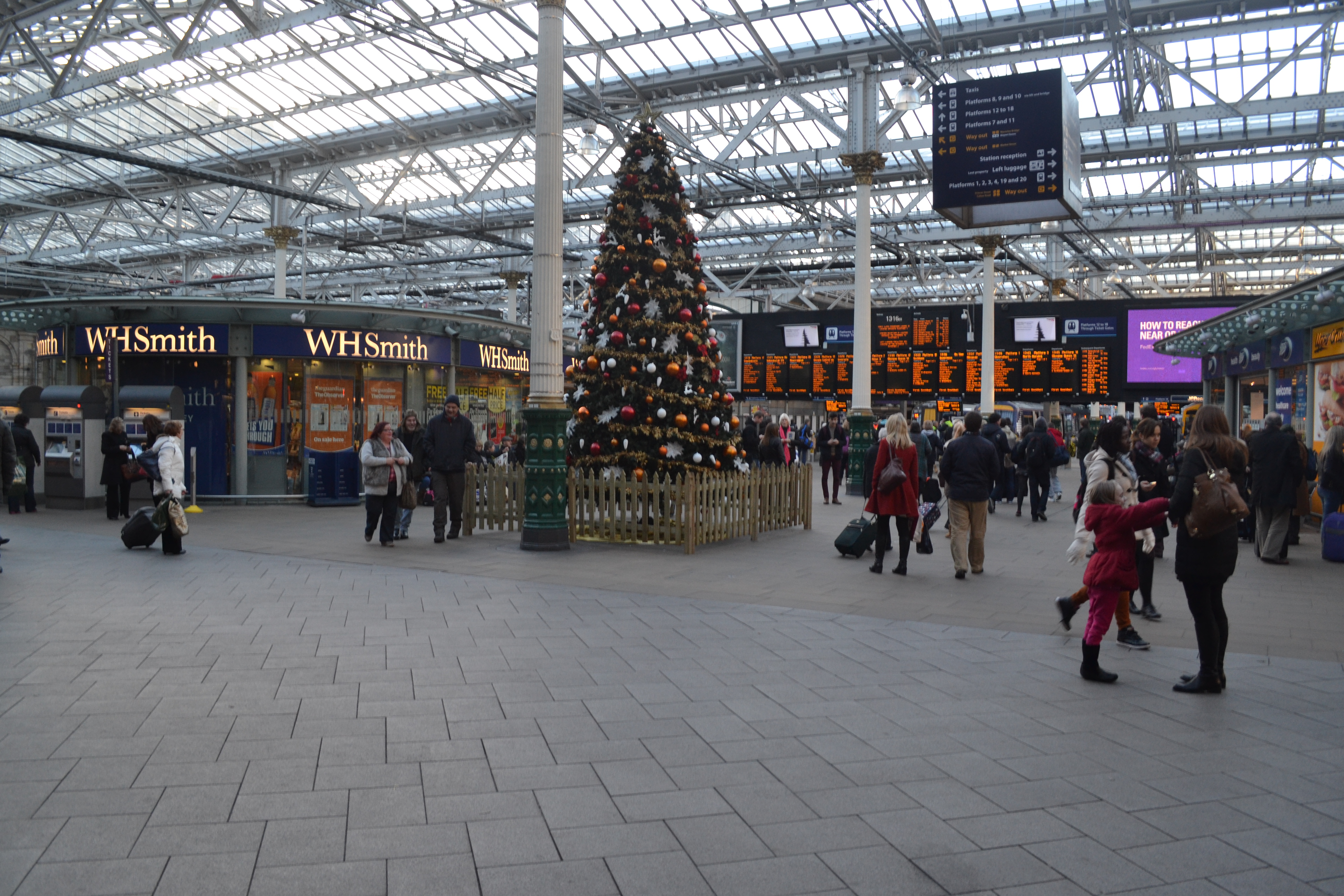
愛丁堡威瓦利站內部的商店和時間表

愛丁堡威瓦利站是蘇格蘭繁忙程度僅次於格拉斯哥中央站的站台，此外也是英國站台數第二多的鐵路站。愛丁堡威瓦利站是大多數來自國王十字火車站的列車的終點站，是第一蘇格蘭鐵路公司大多數列車的始發站。城市西部的乾草市場站是另外一個重要通勤點。愛丁堡橫貫鐵路則連通了城市的東西兩端。
為了應對交通堵塞問題，愛丁堡開設了六家停車換乘站，分別位於：Sheriffhall、格里斯頓（Ingliston）、里卡頓（Riccarton）、印威基辛（位於法夫）、Newcraighall和Straiton。2005年2月的愛丁堡公民投票推翻了愛丁堡政府設置的交通擁堵費。
愛丁堡路面電車在2014年5月31日開始運營，而上一次運營的有軌電車要追溯到1956年11月16日停止服務的愛丁堡有軌電車公司。這項有軌電車系統建造計劃預計花費5.45億英鎊，實際上在2011年年中就已經達到7.5億英鎊了，而2014年建成時的總花銷要更多。有軌電車線路全長18.5（11.5英里），從城西的愛丁堡機場站一直延伸到現在的市中心東緣的終點站約克廣場站。而進一步擴建計劃已經提出。

## 教育

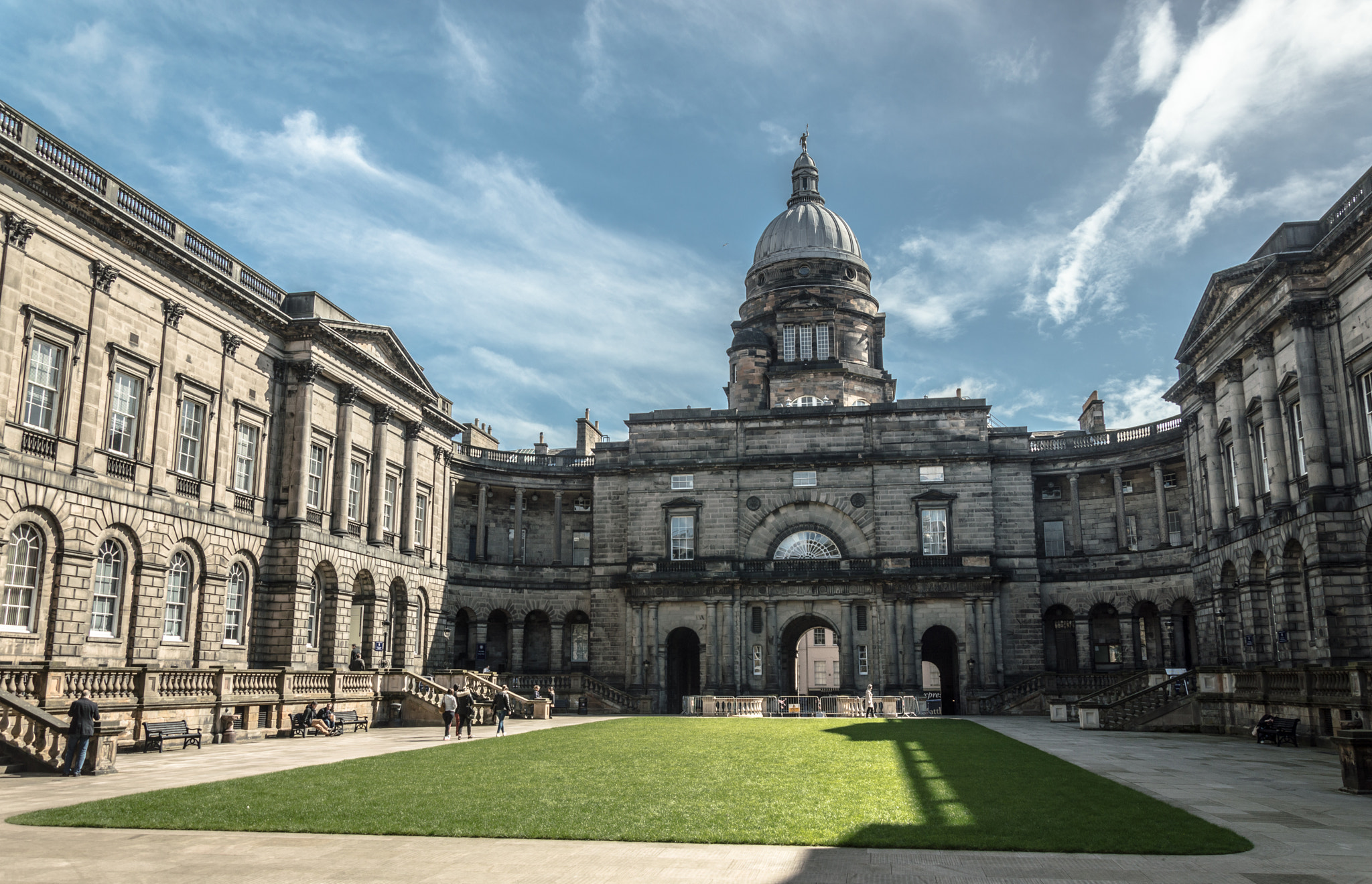
愛丁堡大學老學院

愛丁堡的學生人數佔據了全市總人口的五分之一。愛丁堡大學依照皇家憲章成立於1583年，是英國的古典大學之一，也是蘇格蘭第四古老的大學。最早該校以老學院為中心，現在學生人數最多的校區是理工學院的King's Buildings。
赫瑞瓦特大學於1966年獲得大學地位，歷史則可以追溯到1821年。愛丁堡龍比亞大學創建於1964年，1992年獲得大學地位。瑪格麗特皇后大學原先也位於愛丁堡，但是後來在2008年搬到了馬瑟爾堡。
到2012年為止，愛丁堡的繼續教育學院有朱厄爾和埃斯克學院、愛丁堡特爾福德學院、斯蒂文森學院。隨後這些學校合併成了愛丁堡學院。其他現存的學院包括蘇格蘭建築學院、愛丁堡皇家外科醫學院和愛丁堡皇家內科醫學院。
愛丁堡有18所托兒所、94所小學和23所中學。其中著名者包括世界最古老的學校之一愛丁堡皇家高中。此外，該市還有數家獨立學校，這些獨立學校壟斷了全市24.2%的生源。2013年8月，愛丁堡市議會開設了該市首家蓋爾語小學帕克賽德小學（Bun-sgoil Taobh na Pàirce）。

## 文化

### 節日慶典

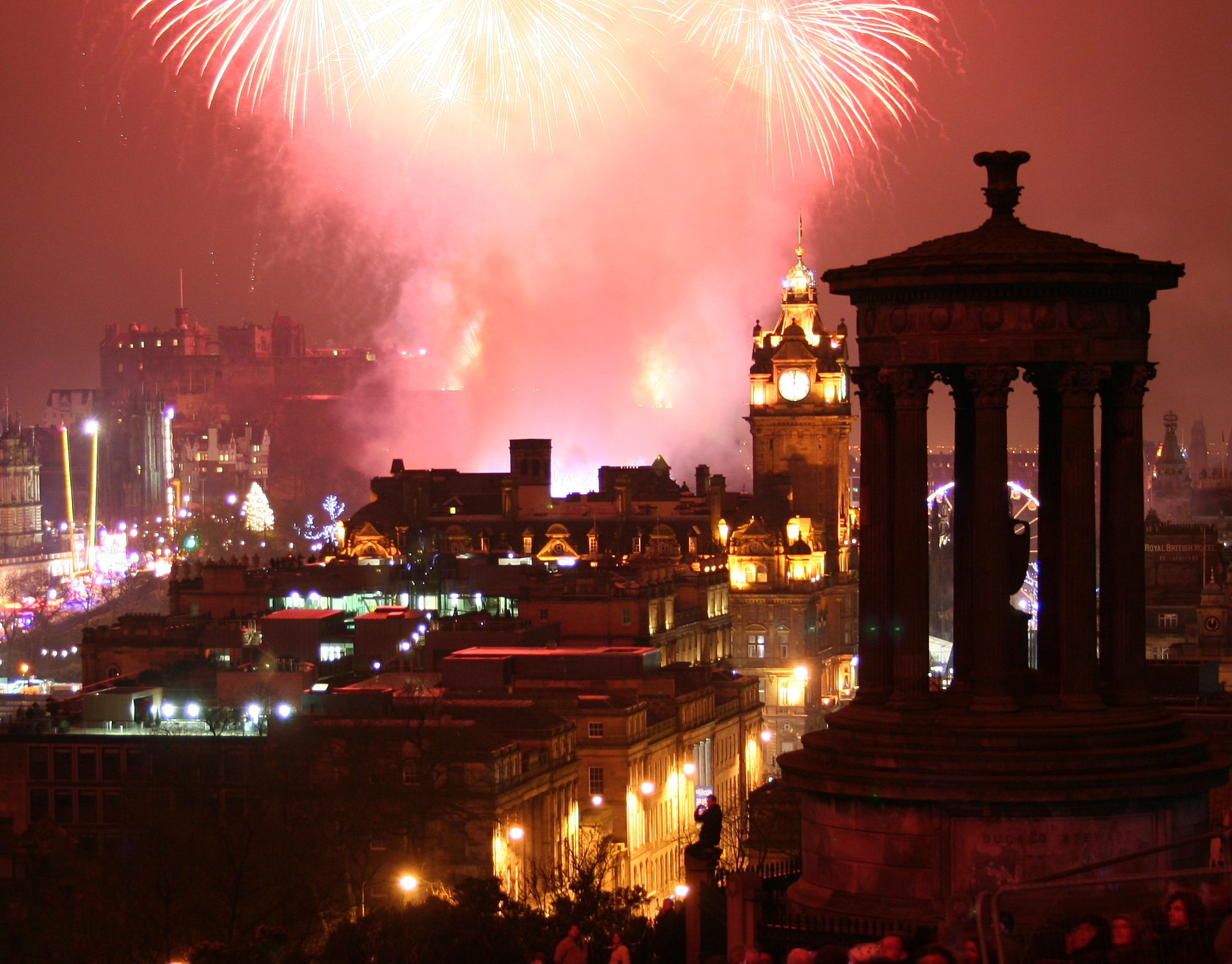
愛丁堡新年煙火

愛丁堡每年七月末到九月初都會舉辦愛丁堡藝術節，這個藝術節包含有多個子節日。著名者包括愛丁堡國際藝穗節、愛丁堡國際藝術節、愛丁堡軍操表演和愛丁堡國際圖書節。其他節日則有二月份的愛丁堡登山電影節、四月份的愛丁堡國際科技節、六月份的愛丁堡國際電影節等等。愛丁堡軍操表演是其中最重要的節日之一，此表演在愛丁堡城堡舉行。會上不僅有英國軍隊的演出，有些外國軍隊也會參與進來。
除夕本來是一個民間節日以舊城高街的教堂“Tron Kirk”為中心，1993年被官方認可，舉辦地址也搬到了王子街。1996年時超過30萬人參加了除夕慶典，結果因為人數過多而使得來年慶典強加了10萬人的限制門檻。現在的除夕經典持續四天，期間有音樂、煙火等表演。

### 音樂和戲劇

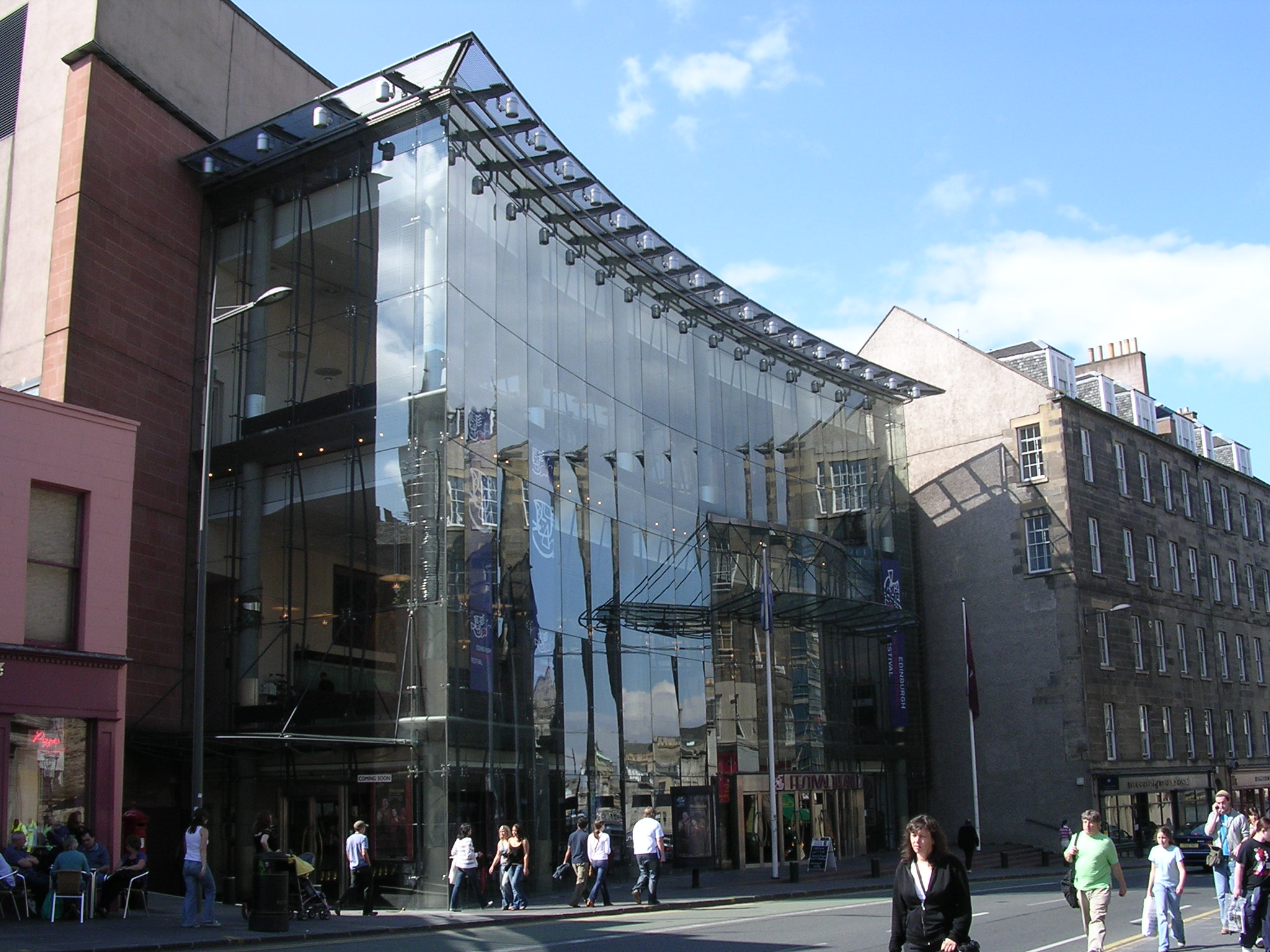
愛丁堡節日劇院

愛丁堡在平時也有豐富的文化活動。該市有眾多的劇院，例如國王劇院、愛丁堡節日劇院和愛丁堡劇場等。特拉弗斯剧院則以表演現代戲劇出名。而城堡丘劇院、國王劇院等地也會演出業餘戲劇。
亞瑟音樂廳是愛丁堡演奏古典音樂的主要音樂廳，該音樂廳偶爾也會舉辦流行音樂音樂會。此音樂廳舉辦過1972年歐洲歌唱大賽，蘇格蘭室內樂團也駐於愛丁堡。米多班克和默里菲尔德体育场偶爾也會舉辦大型音樂會。英國音樂版權協會也在2010年将愛丁堡列為英國十大音樂城市之一，而許多作曲家亦居住於此。

### 博物館、圖書館和畫廊

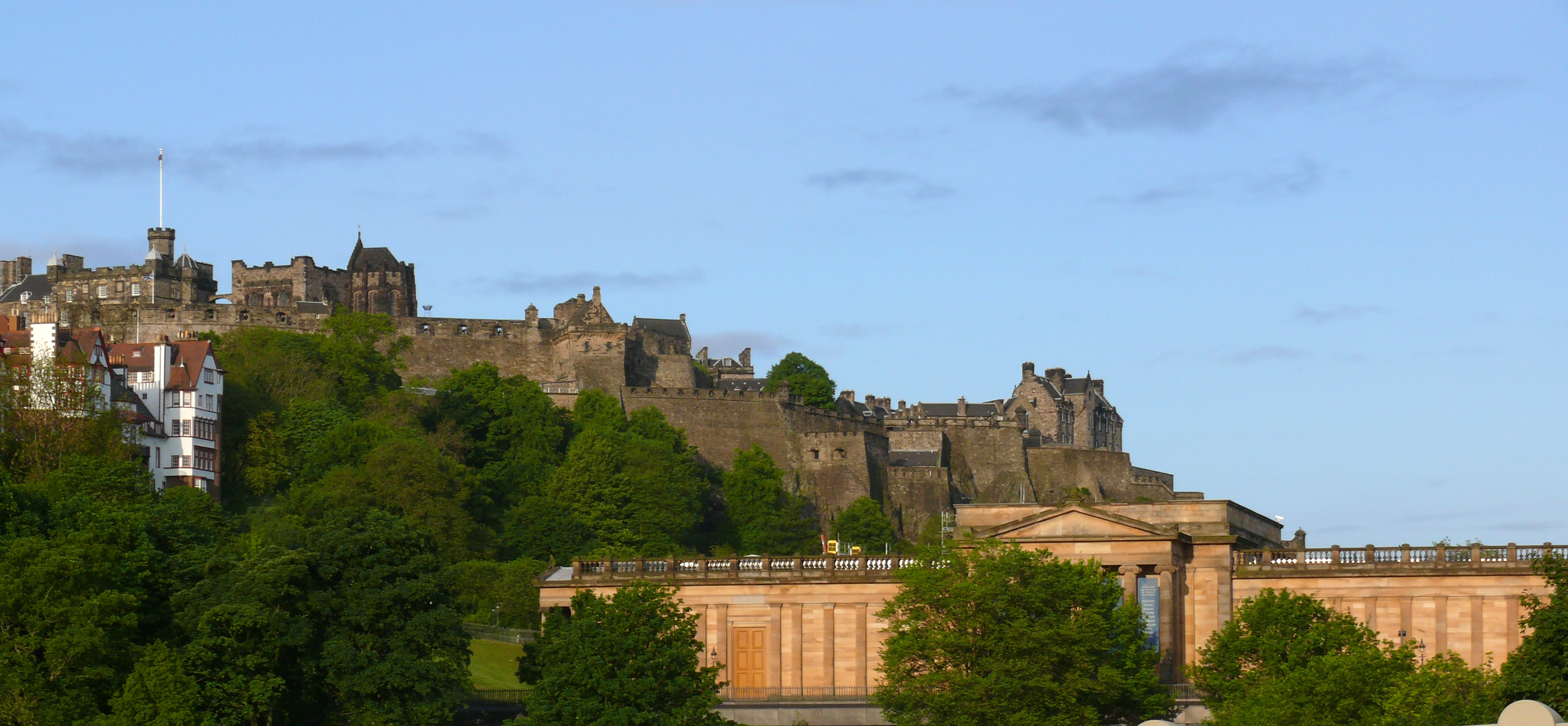
蘇格蘭國家畫廊和城堡

愛丁堡有諸多博物館和圖書館，包括蘇格蘭國家博物館、蘇格蘭國家圖書館、蘇格蘭國家戰爭博物館、愛丁堡博物館等等。
蘇格蘭的三所國立美術館，即蘇格蘭國家畫廊、蘇格蘭國立肖像美術館和蘇格蘭國立現代美術館都位於愛丁堡，此外也還有水果市場畫廊、恩格里比畫廊等許多家小畫廊。

## 名人
- 亞當·斯密是18世紀苏格兰哲学家和经济学家，被認爲是現代經濟學的奠基人之一。
- 威廉·瓦伦斯·道格拉斯·霍奇是一位英国几何学家，皇家学会会士。他也是由美国克雷数学研究所发布的七个千禧年大奖难题之一霍奇猜想的提出者。
- 亚历山大·格拉汉姆·贝尔，电话的发明人，美国贝尔实验室的创建人；
- 托尼·布莱尔，1997至2007年间英国首相；
- 戈登·布朗，2007至2010年间英国首相；
- 詹姆斯·克拉克·麦克斯韦，著名物理学家，电磁定律的发明人；
- 阿瑟·柯南·道尔，福尔摩斯系列小说的作者；
- 约翰·纳皮尔，数学家，对数的发明人；
- J·K·罗琳，小說哈利·波特的作者，这本书的第一集就是在爱丁堡的the elephant house咖啡馆中写出来的；
- 罗伯特·路易斯·史蒂文森，著名作家，“金銀岛”的作者；
- 詹姆斯·楊·辛普森，第一位发明用氯仿进行麻醉的产科医生；
- 莊士敦，歷史學家，中國末代皇帝溥儀的私人教師；
- 馬斐森，前香港大學校長；
- 馬爾科姆·里夫金德，保守黨政治家和肯辛頓國會議員。
- 謝嘉怡，《2020香港小姐競選》冠軍、最上鏡小姐

## 友好城市
| - 德国慕尼黑 - 意大利佛罗伦萨 - 法国尼斯 - 加拿大温哥华 - 乌克兰基辅 | - 丹麦奥尔堡 - 美國聖地牙哥 - 紐西蘭但尼丁 - 波兰克拉科夫 - 中國西安 - 俄羅斯聖彼得堡 - 中国深圳 |

## 外部連結
- 维基共享资源上的相關多媒體資源：爱丁堡
- 中的“爱丁堡”
- 愛丁堡市議會 （页面存档备份，存于）
- 愛丁堡官方旅遊委員會
- Museums & Galleries in Edinburgh（愛丁堡的博物館和畫廊）
- National Library of Scotland: SCOTTISH SCREEN ARCHIVE （页面存档备份，存于）（一些關於愛丁堡的電影）
- 愛丁堡市中心渡假民宿公寓 Greatbase Edinburgh （页面存档备份，存于）